# Gluck (pittrice)
Gluck (Londra, 13 agosto 1895 – Steyning, 10 gennaio 1978) è stata una pittrice britannica. Gluck rifiutava qualsiasi nome o prefisso (come "Miss" o "Mr."). Gluck si unì alla colonia di artisti di Lamorna vicino a Penzance, e si distinse per i ritratti e le pitture floreali, oltre che per un nuovo design delle cornici. I rapporti di Gluck con un certo numero di donne annoveravano una relazione con Nesta Obermer: l'autoritratto congiunto dell'artista con Obermer (Medallion) è visto come un'iconica dichiarazione lesbica.

## Biografia

### Famiglia e primi anni di vita
Gluck nacque come Hannah Gluckstein in una ricca famiglia ebrea a Londra, in Inghilterra. Il padre di Gluck era Joseph Gluckstein, i cui fratelli Isidore e Montague avevano fondato J. Lyons and Co., un impero britannico del caffè e della ristorazione. La madre americana di Gluck, Francesca Halle, era una cantante d'opera. Il fratello minore di Gluck, Sir Louis Gluckstein, era un politico conservatore.
Gluck fu allievǝ della Dame School di Swiss Cottage fino al 1910 e poi della St Paul's Girls' School di Hammersmith fino al 1913. Quell'anno Gluck fu premiatǝ con una stella d'argento della Royal Drawing Society. Gluck frequentò la St John's Wood School of Art tra il 1913 e il 1916 prima di trasferirsi nella valle di Lamorna, nella Cornovaglia occidentale, e unirsi alla colonia di artisti locale. Gluck si trasferì in Cornovaglia con una collega studentessa d'arte e partner, E.M. Craig, (1893-1968) che era conosciuta con il suo cognome Craig. Poco è noto riguardo Craig, ma la loro relazione è stata significativa per Gluck, che spesso ha parlato in età avanzata di come lɜ due fossero fuggitɜ insieme. Nel 1918 vivevano insieme a Londra, inizialmente in un appartamento in Finchley Road, poi in uno studio a Earl's Court e, per un certo periodo, mantennero anche uno studio a Lamorna.

### Immagine pubblica e inizio carriera
Nella comunità artistica di Lamorna, Gluck iniziò ad adottare un aspetto maschile e a sfidare l'abbigliamento e le norme di genere. Nel 1916 Alfred Munnings dipinse Gluck mentre fuma la pipa. Gluck insisté per essere conosciutǝ solo come Gluck, "nessun prefisso, suffisso o virgolette", e quando una società artistica di cui Gluck era vicepresidente lǝ identificò come "Miss Gluck" sulla sua carta intestata, Gluck rassegnò le dimissioni. Nel 1923 Romaine Brooks dipinse Gluck nei panni di Peter, a Young English Girl ("Peter, una giovane ragazza inglese"). Gluck non si identificò con nessuna scuola o movimento artistico ed espose opere solo in mostre personali. Il lavoro dell'artista era esposto in una cornice speciale inventata e brevettata da Gluck nel 1932. Questa cornice di Gluck si innalzava dal muro su tre livelli; era dipinta o tappezzata in tinta con il muro su cui era appesa, progettata per far sembrare i dipinti dell'artista parte dell'architettura della stanza.

### Anni 1920-1930
Negli anni '20 e '30 Gluck divenne nota per i ritratti e i dipinti floreali; questi ultimi furono prediletti dalla decoratrice d'interni Syrie Maugham. Nell'ottobre 1924, Gluck tenne per la prima volta una mostra personale di cinquantasei dipinti alle Dorien Leigh Galleries di South Kensington, Londra. Nel 1925 Gluck dipinse una serie di opere raffiguranti scene teatrali e queste fecero parte della mostra del 1926 Stage and Country alla Fine Art Society di Londra. Quell'anno il padre di Gluck acquistò Bolton House a West Hampstead in cui visse Gluck, con una governante, una cuoca e una domestica, fino al 1939. Nel 1928 Gluck condivideva la Bolton House con l'autrice e socialite Sybil Cookson. Nel 1931 l'architetto Edward Maufe progettò e costruì un'estensione della casa per creare uno studio. L'anno successivo Gluck tenne un'altra mostra personale, Diverse Paintings, presso la Fine Art Society e intraprese una relazione con la designer floreale britannica Constance Spry, il cui lavoro ispirò i dipinti dell'artista. Nel 1934 Gluck e Spry trascorsero un po' di tempo ad Hammamet in Tunisia.

### Medallion

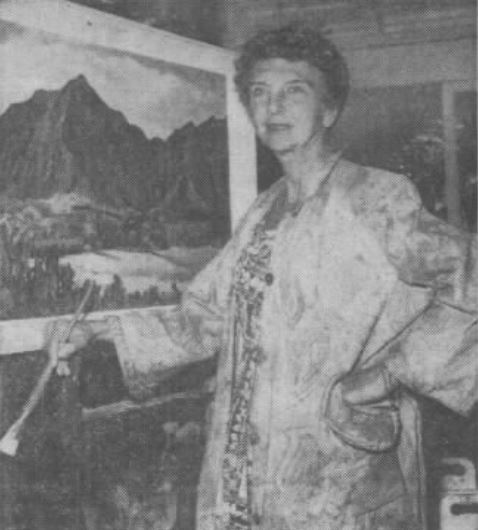
Nesta Obermer (qui nel 1957) fu partner di Gluck a cavallo tra gli anni '30 e '40

Nel maggio 1936 Gluck trascorse un fine settimana con Nesta Obermer nella casa della famiglia Obermer, Mill House a Plumpton nell'East Sussex, e in seguito avrebbe dichiarato il 25 maggio come giorno del loro matrimonio. Gluck chiuse la relazione con Spry e successivamente fece un falò di lettere personali, diari e dipinti a Bolton House. Uno dei dipinti più famosi di Gluck, Medallion, è un doppio ritratto di Gluck e Nesta Obermer, l'amante della pittrice, ispirato a una notte del 1936 quando assistettero a una produzione di Fritz Busch del Don Giovanni di Mozart. Secondo la biografa di Gluck, Diana Souhami, «Si sono sedutɜ insieme in terza fila e hanno sentito che l'intensità della musica fondeva entrambɜ in un'unica persona e corrispondeva al loro amore». Gluck si riferì ad essa come l'immagine di "YouWe" ("TuNoi"). In seguito sarebbe stata utilizzata come copertina di un'edizione di Il pozzo della solitudine della Virago Press nel 1982. Virago ristampò il libro otto volte in altrettanti anni, rendendo Medallion forse una delle rappresentazioni più famose di una relazione lesbica.

### Vita successiva
Nel 1937 Gluck tenne una terza mostra personale alla Fine Art Society. Alla mostra di trentatré dipinti, tra cui Medallion, partecipò la regina consorte Elizabeth. Nel settembre 1939 Gluck chiuse Bolton House, che fu poi requisita dai vigili del fuoco ausiliari (Auxiliary Fire Service) per servire in tempo di guerra, e si trasferì in un cottage vicino alla casa degli Obermer a Plumpton.

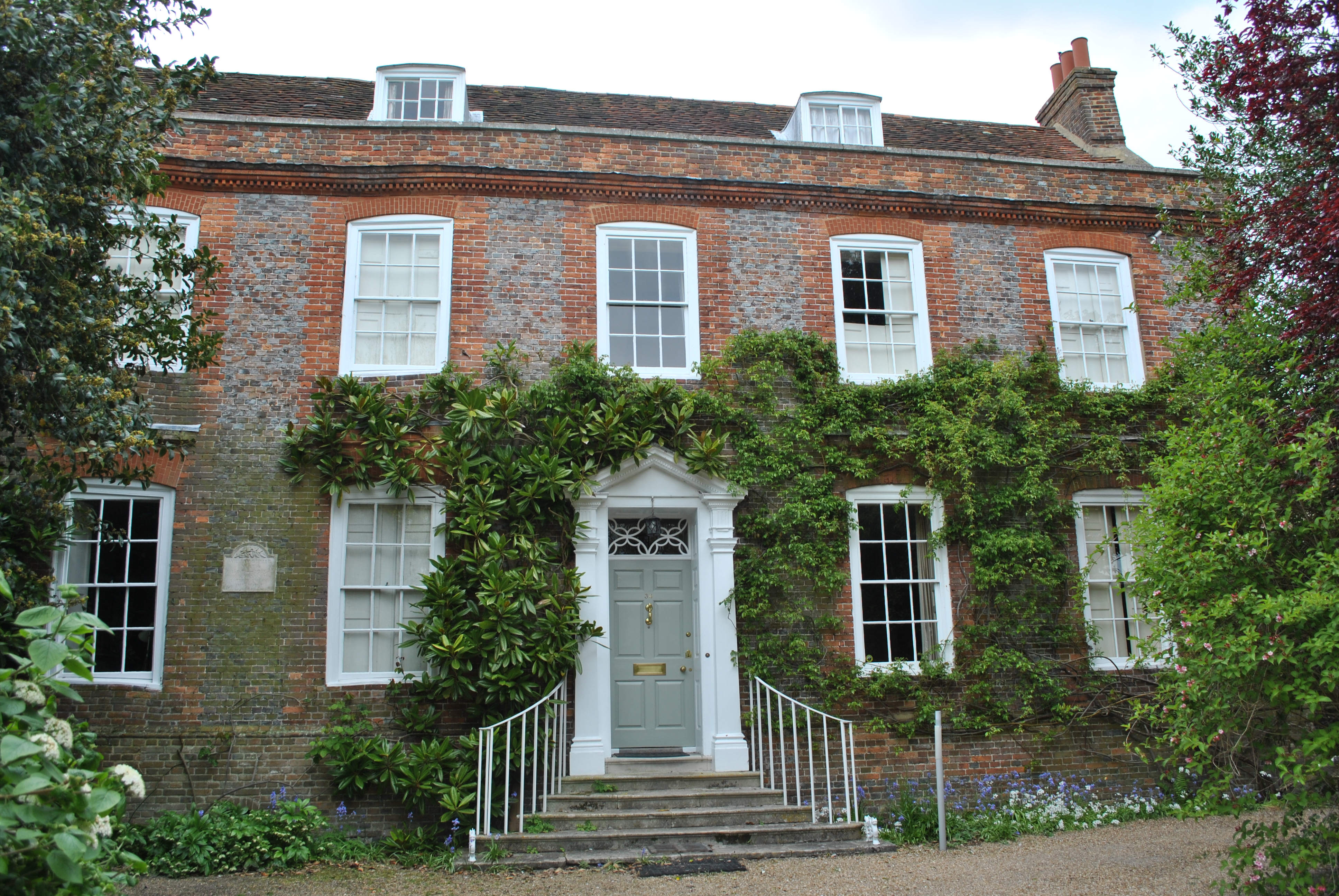
Chantry House, Steyning, 2017

Nel 1943 Gluck incontrò Edith Shackleton Heald e lɜ due trascorsero le vacanze a Brighton e a Lyme nel Dorset. Nel 1944 Gluck si trasferì a Chantry House a Steyning, nel Sussex, per vivere con Heald. La coppia condivideva la casa con la sorella di Shackleton Heald, Nora, e vi sarebbe rimasta fino alla morte di Edith nel 1976. Nel 1944 Gluck tenne una mostra alla Steyning Grammar School nel Sussex. Nel 1945, Gluck vendette Bolton House ma mantenne lo studio, che lə pittorə continuò ad utilizzare fino al 1949, quando Gluck vendette quella parte della proprietà a Ithell Colquhoun.
Mentre le prime opere d'arte di Gluck furono accolte positivamente dalla critica e dal pubblico negli anni '20 e '30, nel periodo tra le due guerre tra la prima e la seconda guerra mondiale il lavoro dell'artista perse in termini di popolarità.
Negli anni '50, Gluck divenne insoddisfattə dei colori per artisti disponibili all'epoca e iniziò una "guerra dei colori" per aumentarne la qualità. Gluck sentiva che alcuni colori avevano una consistenza granulosa o sembravano "morti" sulla tela. Gluck dichiarava altresì che alcuni prodotti cambiavano il loro colore apparente in base alla direzione della pennellata e che alcuni impiegavano troppo tempo per asciugarsi. Alla fine, Gluck convinse la British Standards Institution a creare un nuovo standard per i colori ad olio; tuttavia, la campagna consumò tempo ed energia a discapito della pittura per più di un decennio. Durante questo periodo, Gluck ed Edith acquistarono la loro seconda casa al Dolphin Cottage, a Lamorna.
Con la fine della relazione romantica della pittrice con Nesta, anche la carriera artistica di Gluck subì una battuta d'arresto per un periodo di trent'anni, fino a quando Gluck conobbe un ritorno dell'energia creativa alla fine degli anni '60. Dopo i settant'anni, utilizzando speciali colori fatti a mano forniti gratuitamente da un produttore che aveva preso gli standard rigorosi di Gluck come una sfida, Gluck tornò alla pittura e organizzò un'altra mostra personale, ben accolta, di cinquantadue dipinti dell'intera carriera dell'artista. Fu la prima mostra di Gluck dal 1944 e anche l'ultima. Nel 1977 Gluck donò 57 oggetti, tra vestiti, accessori e pezzi relativi al tempo trascorso in Tunisia al Museo e Galleria d'Arte di Brighton.
Gluck morì nel 1978 a Steyning, nel Sussex, all'età di 82 anni. L'ultimo grande lavoro di Gluck, iniziato nel 1970 e completato nel 1973, fu un dipinto di una testa di pesce in decomposizione sulla spiaggia intitolato Rage, Rage against the Dying of the Light.

## Accoglienza
Nel 1980, due anni dopo la morte dell'artista, i mercanti d'arte di The Fine Art Society ospitarono una mostra commemorativa di sei settimane di 45 dipinti di Gluck.